# Ted Greene
Theodor "Ted" Greene, född 26 september 1946, död 23 juli 2005 var en amerikansk jazzgitarrist och undervisare inom musik, bosatt i Encino, Kalifornien.
Ted Greene började att studera gitarr vid 11 års ålder och var en talang redan i unga år. Han medverkade i lokala R&B- och bluesband. Han hoppade senare av skolan för att i stället satsa allt på musiken.
Under sin karriär gav Greene ut flera inflytelserika böcker med gitarr- och ackordlära samt en solo-LP. 

## Diskografi
- Solo Guitar Art of life (1977)
- Joe Byrd and The Field Hippies - The American Metaphysical Circus (1969)